# Lista över olympiska medaljörer i fotboll
Det här är en komplett lista över alla medaljörer i fotboll vid olympiska spelen från 1900 till 2024.

## Damer
| Spel                          | Guld | Silver | Brons |
| 1996 Atlanta Detaljer…        | USA Mary Harvey Cindy Parlow Carla Overbeck Tiffany Roberts Brandi Chastain Staci Wilson Shannon MacMillan Mia Hamm Michelle Akers-Stahl Julie Foudy Carin Gabarra Kristine Lilly Joy Fawcett Tisha Venturini Tiffeny Milbrett Briana Scurry                                                                                             | Kina Zhong Honglian Wang Liping Fan Yunjie Yu Hongqi Xie Huilin Zhao Lihong Wei Haiying Shui Qingxia Sun Wen Liu Ailing Sun Qingmei Wen Lirong Liu Ying Chen Yufeng Shi Guihong Gao Hong | Norge Bente Nordby Agnete Carlsen Gro Espeseth Nina Nymark Andersen Merete Myklebust Hege Riise Anne Nymark Andersen Heidi Støre Marianne Pettersen Linda Medalen Brit Sandaune Kjersti Thun Tina Svensson Tone Haugen Trine Tangeraas Ann-Kristin Aarønes Tone Gunn Frustøl Reidun Seth Ingrid Sternhoff             |
| 2000 Sydney Detaljer…         | Norge Gro Espeseth Bente Nordby Marianne Pettersen Hege Riise Kristin Bekkevold Ragnhild Gulbrandsen Solveig Gulbrandsen Margunn Haugenes Ingeborg Hovland Christine Bøe Jensen Silje Jørgensen Monica Knudsen Gøril Kringen Unni Lehn Dagny Mellgren Anita Rapp Brit Sandaune Bente Kvitland                                            | USA Brandi Chastain Joy Fawcett Julie Foudy Mia Hamm Kristine Lilly Tiffeny Milbrett Carla Overbeck Cindy Parlow Briana Scurry Lorrie Fair Shannon MacMillan Siri Mullinix Christie Pearce Nikki Serlenga Danielle Slaton Kate Sobrero Sara Whalen | Tyskland Ariane Hingst Melanie Hoffmann Steffi Jones Renate Lingor Maren Meinert Sandra Minnert Claudia Müller Birgit Prinz Silke Rottenberg Kerstin Stegemann Bettina Wiegmann Tina Wunderlich Nicole Brandebusemeyer Nadine Angerer Doris Fitschen Jeannette Götte Stefanie Gottschlich Inka Grings                 |
| 2004 Athens Detaljer…         | USA Briana Scurry Heather Mitts Christie Rampone Cat Reddick Lindsay Tarpley Brandi Chastain Shannon Boxx Angela Hucles Mia Hamm Aly Wagner Julie Foudy Cindy Parlow Kristine Lilly Joy Fawcett Kate Markgraf Abby Wambach Heather O'Reilly Kristin Luckenbill                                                                           | Brasilien Andréia Maravilha Mônica Tânia Juliana Daniela Rosana Renata Costa Aline Formiga Elaine Maycon Pretinha Marta Cristiane Roseli Dayane Grazielle | Tyskland Silke Rottenberg Kerstin Stegemann Kerstin Garefrekes Steffi Jones Sarah Günther Viola Odebrecht Pia Wunderlich Petra Wimbersky Birgit Prinz Renate Lingor Martina Müller Navina Omilade Sandra Minnert Isabell Bachor Sonja Fuss Conny Pohlers Ariane Hingst Nadine Angerer                                 |
| 2008 Beijing Detaljer…        | USA Hope Solo Heather Mitts Christie Rampone Rachel Buehler Lindsay Tarpley Natasha Kai Shannon Boxx Amy Rodriguez Heather O'Reilly Aly Wagner Carli Lloyd Lauren Cheney Tobin Heath Stephanie Cox Kate Markgraf Angela Hucles Lori Chalupny Nicole Barnhart Coach: Pia Sundhage                                                         | Brasilien Andréia Simone Andréia Rosa Tânia Renata Costa Maycon Daniela Formiga Ester Marta Cristiane Bárbara Francielle Pretinha Fabiana Érika Maurine Rosana Coach: Jorge Luiz Barcellos | Tyskland Nadine Angerer Kerstin Stegemann Saskia Bartusiak Babett Peter Annike Krahn Linda Bresonik Melanie Behringer Sandra Smisek Birgit Prinz Renate Lingor Anja Mittag Ursula Holl Célia Okoyino da Mbabi Simone Laudehr Fatmire Bajramaj Conny Pohlers Ariane Hingst Kerstin Garefrekes Coach: Silvia Neid       |
| 2012 London Detaljer…         | USA Hope Solo Heather Mitts Christie Rampone Becky Sauerbrunn Kelley O'Hara Amy LePeilbet Shannon Boxx Amy Rodriguez Heather O'Reilly Carli Lloyd Sydney Leroux Lauren Cheney Alex Morgan Abby Wambach Megan Rapinoe Rachel Buehler Tobin Heath Nicole Barnhart                                                                          | Japan Miho Fukumoto Yukari Kinga Azusa Iwashimizu Saki Kumagai Aya Sameshima Mizuho Sakaguchi Kozue Ando Aya Miyama Nahomi Kawasumi Homare Sawa Shinobu Ohno Kyoko Yano Karina Maruyama Asuna Tanaka Megumi Takase Mana Iwabuchi Yūki Ōgimi Ayumi Kaihori                                                                                                | Kanada Karina LeBlanc Emily Zurrer Chelsea Stewart Carmelina Moscato Robyn Gayle Kaylyn Kyle Rhian Wilkinson Diana Matheson Candace Chapman Lauren Sesselmann Desiree Scott Christine Sinclair Sophie Schmidt Melissa Tancredi Kelly Parker Jonelle Filigno Brittany Timko Erin McLeod Melanie Booth Marie-Ève Nault  |
| 2016 Rio de Janeiro Detaljer… | Tyskland Almuth Schult Josephine Henning Saskia Bartusiak Leonie Maier Annike Krahn Melanie Behringer Lena Goeßling Alexandra Popp Dzsenifer Marozsán Anja Mittag Tabea Kemme Sara Däbritz Babett Peter Mandy Islacker Melanie Leupolz Isabel Kerschowski Laura Benkarth Svenja Huth                                                     | Sverige Jonna Andersson Emilia Appelqvist Kosovare Asllani Emma Berglund Stina Blackstenius Hilda Carlén Lisa Dahlkvist Magdalena Eriksson Nilla Fischer Sofia Jakobsson Hedvig Lindahl Fridolina Rolfö Elin Rubensson Jessica Samuelsson Lotta Schelin Caroline Seger Linda Sembrant Olivia Schough                                                     | Kanada Stephanie Labbé Allysha Chapman Kadeisha Buchanan Shelina Zadorsky Rebecca Quinn Deanne Rose Rhian Wilkinson Diana Matheson Josée Bélanger Ashley Lawrence Desiree Scott Christine Sinclair Sophie Schmidt Melissa Tancredi Nichelle Prince Janine Beckie Jessie Fleming Sabrina D'Angelo                      |
| Tokyo 2020 Detaljer...        | Kanada Stephanie Labbé Allysha Chapman Kadeisha Buchanan Shelina Zadorsky Quinn Deanne Rose Julia Grosso Jayde Riviere Adriana Leon Ashley Lawrence Desiree Scott Christine Sinclair Évelyne Viens Vanessa Gilles Nichelle Prince Janine Beckie Jessie Fleming Kailen Sheridan Jordyn Huitema Sophie Schmidt Gabrielle Carle Erin McLeod | Sverige Hedvig Lindahl Jonna Andersson Emma Kullberg Hanna Glas Hanna Bennison Magdalena Eriksson Madelen Janogy Lina Hurtig Kosovare Asllani Sofia Jakobsson Stina Blackstenius Jennifer Falk Amanda Ilestedt Nathalie Björn Olivia Schough Filippa Angeldal Caroline Seger Fridolina Rolfö Anna Anvegård Julia Roddar Rebecka Blomqvist Zećira Mušović | USA Alyssa Naeher Crystal Dunn Sam Mewis Becky Sauerbrunn Kelley O'Hara Kristie Mewis Tobin Heath Julie Ertz Lindsey Horan Carli Lloyd Christen Press Tierna Davidson Alex Morgan Emily Sonnett Megan Rapinoe Rose Lavelle Abby Dahlkemper Adrianna Franch Catarina Macario Casey Krueger Lynn Williams Jane Campbell |
| Paris 2024                    | USA Korbin Albert Croix Bethune Sam Coffey Tierna Davidson Crystal Dunn Emily Fox Naomi Girma Lindsey Horan Casey Krueger Rose Lavelle Casey Murphy Alyssa Naeher Jenna Nighswonger Trinity Rodman Emily Sams Jaedyn Shaw Sophia Smith Emily Sonnett Mallory Swanson Lynn Williams                                                       | Brasilien Adriana Ana Vitória Antônia Angelina Duda Sampaio Gabi Nunes Gabi Portilho Jheniffer Kerolin Lauren Lorena Luciana Ludmila Marta Priscila Rafaelle Souza Tainá Tamires Tarciane Thaís Vitória Yaya Yasmim | Tyskland Nicole Anyomi Ann-Katrin Berger Jule Brand Klara Bühl Sara Doorsoun Vivien Endemann Laura Freigang Merle Frohms Giulia Gwinn Marina Hegering Kathrin Hendrich Sarai Linder Sydney Lohmann Janina Minge Sjoeke Nüsken Alexandra Popp Felicitas Rauch Lea Schüller Bibiane Schulze Elisa Senß                  |

## Herrar
| Spel                            | Guld | Silver | Brons |
| Paris 1900 Detaljer…            | Storbritannien John H. Jones Claude Buckenham William Gosling Alfred Chalk T. E. Burridge William Quash Arthur Turner F. G. Spackman J. Nicholas James Zealley A. Haslam | Frankrike Pierre Allemane Louis Bach Alfred Bloch Fernand Canelle Duparc Eugène Fraysse Virgile Gaillard Georges Garnier René Grandjean Lucien Huteau Marcel Lambert Maurice Macaine Gaston Peltier | Belgien Albert Delbecque Hendrik van Heuckelum Raul Kelecom Marcel Leboutte Lucien Londot Ernest Moreau de Melen Edmond Neefs Georges Pelgrims Alphonse Renier Emile Spannoghe Eric Thornton |
| St. Louis 1904 Detaljer…        | Kanada George Ducker John Fraser John Gourlay Alexander Hall Albert Johnston Robert Lane Ernest Linton Gordon McDonald Frederick Steep Tom Taylor William Twaits Otto Christman Albert Henderson | USA Charles Bartliff Warren Brittingham Oscar Brockmeyer Alexander Cudmore Charles January John January Thomas January Raymond Lawler Joseph Lydon Louis Menges Peter Ratican | USA Joseph Brady George Cooke Thomas Cooke Cormic Cosgrove Dierkes Martin Dooling Frank Frost Claude Jameson Henry Jameson Johnson O'Connell Harry Tate |
| London 1908 Detaljer…           | Storbritannien Horace Bailey Arthur Berry Frederick Chapman Walter Corbett Harold Hardman Robert Hawkes Kenneth Hunt Herbert Smith Harold Stapley Clyde Purnell Vivian Woodward George Barlow Albert Bell Ronald Brebner W. Crabtree Walter Daffern Thomas Porter Albert Scothern                                                                                    | Danmark Peter Marius Andersen Harald Bohr Charles Buchwald Ludvig Drescher Johannes Gandil Harald Hansen August Lindgren Kristian Middelboe Nils Middelboe Sophus Nielsen Oskar Nørland Bjørn Rasmussen Vilhelm Wolfhagen Magnus Beck Ødbert E. Bjarnholt Knud Hansen Einar Middelboe                                                                               | Nederländerna Reinier Beeuwkes Frans de Bruyn Kops Karel Heijting Jan Kok Bok de Korver Emil Mundt Louis Otten Jops Reeman Edu Snethlage Ed Sol Jan Thomée Caius Welcker Jan van den Berg Lo la Chapelle Vic Gonsalves John Heijting Tonie van Renterghem |
| Stockholm 1912 Detaljer…        | Storbritannien Arthur Berry Ronald Brebner Thomas Burn Joseph Dines Edward Hanney Gordon Hoare Arthur Knight Henry Littlewort Ivan Sharpe Harold Walden Vivian Woodward Douglas McWhirter Harold Stamper Gordon Wright | Danmark Paul Berth Charles Buchwald Hjalmar Christoffersen Harald Hansen Sophus Hansen Ivar Lykke Nils Middelboe Sophus Nielsen Anthon Olsen Axel Petersen Vilhelm Wolfhagen Emil Jørgensen Oskar Nørland Poul Nielsen Axel Thufason Svend Aage Castella Ludvig Drescher Axel Dyrberg Viggo Malmquist Christian Morville                                            | Nederländerna Nico Bouvy Huug de Groot Bok de Korver Nico de Wolf Constant Feith Just Göbel Dirk Lotsy Caesar ten Cate Jan van Breda Kolff Jan Vos David Wijnveldt Piet Bouman Joop Boutmy Ge Fortgens Jan van der Sluis |
| Antwerpen 1920 Detaljer…        | Belgien Félix Balyu Désiré Bastin Mathieu Bragard Robert Coppée Jean De Bie André Fierens Emile Hanse Georges Hebdin Louis Van Hege Henri Larnoe Joseph Musch Fernand Nisot Armand Swartenbroeks Oscar Verbeeck | Spanien Patricio Arabolaza Mariano Arrate Juan Artola José María Belauste Sabino Bilbao Agustín Eizaguirre Ramón Equiazábal Ramón Gil Domingo Acedo Silverio Izaguirre Rafael Moreno Luis Otero Francisco Pagazaurtundúa José Samitier Agustín Sancho Félix Sesúmaga Pedro Vallana Joaquín Vázquez Ricardo Zamora                                                   | Nederländerna Arie Bieshaar Leo Bosschart Evert Bulder Jaap Bulder Harry Dénis Jan van Dort Ber Groosjohan Felix von Heijden Frits Kuipers Dick MacNeill Jan de Natris Oscar van Rappard Henk Steeman Ben Verweij |
| Paris 1924 Detaljer…            | Uruguay José Andrade Pedro Arispe Pedro Cea Alfredo Ghierra Andrés Mazali José Nasazzi José Naya Pedro Petrone Ángel Romano Héctor Scarone Humberto Tomasina Antonio Urdinarán Santos Urdinarán José Vidal Alfredo Zibechi Pedro Casella Luis Chiappara Pedro Etchegoyen Zoilo Saldombide Pascual Somma Fermín Uriarte Pedro Zingone                                 | Schweiz Max Abegglen Félix Bédouret Walter Dietrich Karl Ehrenbolger Paul Fässler Edmond Kramer Adolphe Mengotti August Oberhauser Robert Pache Aron Pollitz Hans Pulver Rudolf Ramseyer Adolphe Reymond Paul Schmiedlin Paul Sturzenegger Charles Bouvier Gustav Gottenkieny Jean Haag Marcel Katz Louis Richard Teo Schär Walter Weiler                           | Sverige Axel Alfredsson Charles Brommesson Gustaf Carlson Albin Dahl Sven Friberg Fritjof Hillén Konrad Hirsch Gunnar Holmberg Per Kaufeldt Tore Keller Rudolf Kock Sigfrid Lindberg Sven Lindqvist Evert Lundqvist Sten Mellgren Sven Rydell Harry Sundberg Thorsten Svensson Karl Gustafsson Vigor Lindberg Gunnar Olsson Robert Zander                              |
| Amsterdam 1928 Detaljer…        | Uruguay José Andrade Pedro Arispe Juan Arremón René Borjas Antonio Campolo Adhemar Canavesi Héctor Castro Pedro Cea Lorenzo Fernández Roberto Figueroa Álvaro Gestido Andrés Mazali José Nasazzi Pedro Petrone Juan Píriz Héctor Scarone Santos Urdinarán Peregrino Anselmo Venancio Bartibas Fausto Batignani Ángel Melogno Domingo Tejera                          | Argentina Ludovico Bidoglio Ángel Bossio Saúl Calandra Alfredo Carricaberry Roberto Cherro Octavio Díaz Juan Evaristo Manuel Ferreira Enrique Gainzarain Ángel Médici Luis Monti Rodolfo Orlandini Raimundo Orsi Fernando Paternoster Feliciano Perducca Domingo Tarasconi Alfredo Helman Segundo Luna Pedro Ochoa Natalio Perinetti Luis Weihmuller Adolfo Zumelzú | Italien Adolfo Baloncieri Elvio Banchero Delfo Bellini Fulvio Bernardini Umberto Caligaris Gianpiero Combi Giovanni De Prà Pietro Genovesi Antonio Janni Virgilio Levratto Mario Magnozzi Silvio Pietroboni Alfredo Pitto Enrico Rivolta Virginio Rosetta Gino Rossetti Angelo Schiavio Valentino Degani Attilio Ferraris Felice Gasperi Pietro Pastore Andrea Viviano |
| Los Angeles 1932                | ingick inte i det olympiska programmet | ingick inte i det olympiska programmet | ingick inte i det olympiska programmet |
| Berlin 1936 Detaljer…           | Italien Giuseppe Baldo Sergio Bertoni Carlo Biagi Giulio Cappelli Alfredo Foni Annibale Frossi Francesco Gabriotti Ugo Locatelli Libero Marchini Alfonso Negro Achille Piccini Pietro Rava Luigi Scarabello Bruno Venturini | Österrike Franz Fuchsberger Max Hofmeister Eduard Kainberger Karl Kainberger Martin Kargl Josef Kitzmüller Anton Krenn Ernst Künz Adolf Laudon Franz Mandl Klement Steinmetz Karl Wahlmüller Walter Werginz | Norge Arne Brustad Nils Eriksen Odd Frantzen Sverre Hansen Rolf Holmberg Øivind Holmsen Fredrik Horn Magnar Isaksen Henry Johansen Jørgen Juve Reidar Kvammen Alf Martinsen Magdalon Monsen Frithjof Ulleberg |
| London 1948 Detaljer…           | Sverige Torsten Lindberg Kalle Svensson Knut Nordahl Erik Nilsson Birger Rosengren Bertil Nordahl Sune Andersson Gunnar Gren Gunnar Nordahl Henry Carlsson Nils Liedholm Börje Leander | Jugoslavien Franjo Šoštarić Miroslav Brozović Branko Stanković Zlatko Čajkovski Miodrag Jovanović Aleksandar Atanacković Prvoslav Mihajlović Rajko Mitić Franjo Wölfl Stjepan Bobek Željko Čajkovski Kosta Tomašević Ljubomir Lovrić Zvonimir Cimermančić Bernard Vukas                                                                                             | Danmark John Hansen Karl Aage Hansen Ivan Jensen Hans Viggo Jensen Knud Lundberg Eigil Nielsen Knud Børge Overgaard Axel Pilmark Johannes Pløger Karl-Aage Præst Holger Seebach Jørgen Leschly Sørensen Dion Ørnvold Knud Bastrup-Birk Hans Colberg Edvin Hansen Jørgen W. Hansen Erik Kuld Jensen Ove Jensen Per Knudsen Poul Petersen Erling Sørensen                |
| Helsingfors 1952 Detaljer…      | Ungern Gyula Grosics Jenő Dálnoki Mihály Lantos Imre Kovács Gyula Lóránt József Bozsik László Budai Sándor Kocsis Nándor Hidegkuti Ferenc Puskás Zoltán Czibor Jenő Buzánszky József Zakariás Lajos Csordás Péter Palotás | Jugoslavien Vladimir Beara Branko Stanković Tomislav Crnković Zlatko Čajkovski Ivan Horvat Vujadin Boškov Tihomir Ognjanov Rajko Mitić Bernard Vukas Stjepan Bobek Branko Zebec | Sverige Kalle Svensson Lennart Samuelsson Erik Nilsson Holger Hansson Bengt Gustavsson Gösta Lindh Sylve Bengtsson Gösta Löfgren Ingvar Rydell Yngve Brodd Gösta Sandberg Olof Åhlund |
| Melbourne 1956 Detaljer…        | Sovjetunionen Lev Jasjin Nikolaj Tisjtjenko Michail Ogonkov Aleksej Paramonov Anatolij Basjasjkin Igor Netto Boris Tatusjin Anatolij Isajev Eduard Streltsov Valentin Ivanov Vladimir Ryzjkin Boris Kuznetsov József Beca Sergej Salnikov Boris Razinskij Anatolij Maslenkin Anatolij Iljin Nikita Simonjan                                                          | Jugoslavien Petar Radenković Mladen Koščak Nikola Radović Ivan Šantek Ljubiša Spajić Dobrosav Krstić Dragoslav Šekularac Zlatko Papec Sava Antić Todor Veselinović Muhamed Mujić Blagoje Vidinić Ibrahim Biogradlić Luka Lipošinović | Bulgarien Stefan Bozhkov Georgi Naydenov Kiril Rakarov Manol Manolov Nikola Kovachev Panayot Panayotov Ivan Kolev Krum Yanev Gavril Stoyanov Todor Diev Yosif Yosifov Georgi Dimitrov Milcho Goranov Dimitar Milanov |
| Rom 1960 Detaljer…              | Jugoslavien Andrija Anković Vladimir Durković Milan Galić Fahrudin Jusufi Tomislav Knez Bora Kostić Aleksandar Kozlina Dušan Maravić Željko Matuš Željko Perušić Novak Roganović Velimir Sombolac Milutin Šoškić Silvester Takač Blagoje Vidinić Ante Žanetić | Danmark Poul Andersen John Danielsen Henning Enoksen Henry From Bent Hansen Poul Jensen Hans Christian Nielsen Harald Nielsen Flemming Nielsen Poul Pedersen Jørn Sørensen Tommy TroelsenErik Gaardhøje Jørgen Hansen Henning Helbrandt Bent Krog Erling Linde Larsen Poul Mejer Finn Sterobo                                                                       | Ungern Flórián Albert Jenő Dálnoki Zoltán Dudás János Dunai Lajos Faragó János Göröcs Ferenc Kovács Dezső Novák Pál Orosz László Pál Tibor Pál Gyula Rákosi Imre Sátori Ernő Solymosi Gábor Török Pál Várhidi Oszkár Vilezsál |
| Tokyo 1964 Detaljer…            | Ungern Ferenc Bene Tibor Csernai János Farkas József Gelei Kálmán Ihász Sándor Katona Imre Komora Ferenc Nógrádi Dezső Novák Árpád Orbán Károly Palotai Antal Szentmihályi Gusztáv Szepesi Zoltán Varga | Tjeckoslovakien Jan Brumovský Ludovít Cvetler Ján Geleta František Knebort Karel Knesl Karel Lichtnégl Vojtech Masný Štefan Matlák Ivan Mráz Karel Nepomucký Zdeněk Pičman František Schmucker Anton Švajlen Anton Urban František Valošek Josef Vojta Vladimír Weiss                                                                                               | Tysklands förenade lag Gerd Backhaus Wolfgang Barthels Bernd Bauchspieß Gerhard Körner Otto Fräßdorf Henning Frenzel Dieter Engelhardt Herbert Pankau Manfred Geisler Jürgen Heinsch Klaus Lisiewicz Jürgen Nöldner Peter Rock Klaus-Dieter Seehaus Hermann Stöcker Werner Unger Klaus Urbanczyk Eberhard Vogel Manfred Walter Horst Weigang                           |
| Mexico City 1968 Detaljer…      | Ungern István Básti Antal Dunai Lajos Dunai Ernő Noskó Dezső Novák Károly Fatér László Fazekas István Juhász László Keglovich Lajos Kocsis Iván Menczel László Nagy Miklós Páncsics István Sárközi Lajos Szűcs Zoltán Szarka Miklós Szalai Gábor Sárközi | Bulgarien Stoyan Yordanov Atanas Gerov Georgi Hristakiev Milko Gaydarski Kiril Ivkov Ivaylo Georgiev Tsvetan Dimitrov Evgeni Yanchovski Petar Zhekov Atanas Hhristov Asparuh Donev Kiril Hristov Georgi Ivanov Todor Nikolov Yancho Dimitrov Ivan Zafirov Mihail Gyonin Georgi Vasilev                                                                              | Japan Kenzo Yokoyama Hiroshi Katayama Masakatsu Miyamoto Yoshitada Yamaguchi Mitsuo Kamata Ryozo Suzuki Kiyoshi Tomizawa Takaji Mori Aritatsu Ogi Eizo Yuguchi Shigeo Yaegashi Teruki Miyamoto Masashi Watanabe Yasuyuki Kuwahara Kunishige Kamamoto Ikuo Matsumoto Ryuichi Sugiyama Masahiro Hamazaki                                                                 |
| München 1972 Detaljer…          | Polen Hubert Kostka Zbigniew Gut Jerzy Gorgoń Zygmunt Anczok Lesław Ćmikiewicz Zygmunt Maszczyk Jerzy Kraska Kazimierz Deyna Zygfryd Szołtysik Włodzimierz Lubański Robert Gadocha Ryszard Szymczak Antoni Szymanowski Joachim Marx Grzegorz Lato Marian Ostafiński Kazimierz Kmiecik                                                                                | Ungern István Géczi Péter Vépi Miklós Páncsics Péter Juhász Lajos Szűcs Mihály Kozma Antal Dunai Lajos Kű Béla Váradi Ede Dunai László Bálint Lajos Kocsis Kálmán Tóth László Branikovics József Kovács Csaba Vidács Adám Rothermel | Sovjetunionen Oleh Blochin Murtaz Churtsilava Jurij Istomin Vladimir Kaplitjnij Viktor Kolotov Jevgenij Lovtjev Sergej Olsjanskij Jevgenij Rudakov Vjatjeslav Semjonov Gennadij Jevrjuzjichin Oganes Zanazanjan Andrej Jakubik Arkadij Andreasjan Revaz Dzodzuasjvili Jozjef Sabo Jurij Jelisejev Volodymyr Onysjtjenko Anatolij Kuksov Vladimir Pilguj                |
| München 1972 Detaljer…          | Polen Hubert Kostka Zbigniew Gut Jerzy Gorgoń Zygmunt Anczok Lesław Ćmikiewicz Zygmunt Maszczyk Jerzy Kraska Kazimierz Deyna Zygfryd Szołtysik Włodzimierz Lubański Robert Gadocha Ryszard Szymczak Antoni Szymanowski Joachim Marx Grzegorz Lato Marian Ostafiński Kazimierz Kmiecik                                                                                | Ungern István Géczi Péter Vépi Miklós Páncsics Péter Juhász Lajos Szűcs Mihály Kozma Antal Dunai Lajos Kű Béla Váradi Ede Dunai László Bálint Lajos Kocsis Kálmán Tóth László Branikovics József Kovács Csaba Vidács Adám Rothermel | Östtyskland Jürgen Croy Manfred Zapf Konrad Weise Bernd Bransch Jürgen Pommerenke Jürgen Sparwasser Hans-Jürgen Kreische Joachim Streich Wolfgang Seguin Peter Ducke Frank Ganzera Lothar Kurbjuweit Eberhard Vogel Harald Irmscher Ralf Schulenberg Reinhard Häfner Siegmar Wätzlich                                                                                  |
| Montréal 1976 Detaljer…         | Östtyskland Hans-Ulrich Grapenthin Wilfried Gröbner Jürgen Croy Gerd Weber Hans-Jürgen Dörner Konrad Weise Lothar Kurbjuweit Reinhard Lauck Gerd Heidler Reinhard Häfner Hans-Jürgen Riediger Bernd Bransch Martin Hoffmann Gerd Kische Wolfram Löwe Hartmut Schade Dieter Riedel                                                                                    | Polen Jan Tomaszewski Piotr Mowlik Antoni Szymanowski Jerzy Gorgoń Wojciech Rudy Władysław Żmuda Zygmunt Maszczyk Grzegorz Lato Henryk Wawrowski Henryk Kasperczak Roman Ogaza Kazimierz Kmiecik Kazimierz Deyna Andrzej Szarmach Henryk Wieczorek Lesław Ćmikiewicz Jan Benigier                                                                                   | Sovjetunionen Vladimir Astapovskj Anatolj Konjkov Viktor Matvijenko Mychajlo Fomenko Stefan Resjko Volodymyr Trosjkin Davit Qipiani Volodymyr Onysjtjenko Viktor Kolotov Vladimir Veremeev Oleh Blochin Leonid Burjak Vladimir Fjodorov Aleksandr Minajev Viktor Zvjagintsev Leonid Nazarenko Aleksandr Protjorov                                                      |
| Moskva 1980 Detaljer…           | Tjeckoslovakien Stanislav Seman Luděk Macela Josef Mazura Libor Radimec Zdeněk Rygel Petr Němec Ladislav Vízek Jan Berger Jindřich Svoboda Luboš Pokluda Verner Lička Rostislav Václavíček Jaroslav Netolička Oldřich Rott František Štambacher František Kunzo | Östtyskland Bodo Rudwaleit Arthur Ullrich Lothar Hause Frank Uhlig Frank Baum Rüdiger Schnuphase Frank Terletzki Wolfgang Steinbach Jürgen Bähringer Werner Peter Dieter Kühn Norbert Trieloff Matthias Müller Matthias Liebers Bernd Jakubowski Wolf-Rüdiger Netz                                                                                                  | Sovjetunionen Rinat Dassajev Tengiz Sulakvelidze Aleksandre Tjivadze Vagiz Chidijatullin Oleg Romantsev Sergej Sjavlo Sergej Andrejev Volodymyr Bezsonov Juri Gavrilov Fjodor Tjerenkov Valerij Gazzajev Vladimir Pilguj Serhij Baltatja Sergei Nikulin Choren Oganesian Aleksandr Prokopenko                                                                          |
| Los Angeles 1984 Detaljer…      | Frankrike William Ayache Michel Bensoussan Michel Bibard Dominique Bijotat François Brisson Patrick Cubaynes Patrice Garande Philippe Jeannol Guy Lacombe Jean-Claude Lemoult Jean Philippe Rohr Albert Rust Didier Sénac Jean-Christophe Thouvenel José Touré Daniel Xuereb Jean-Louis Zanon                                                                        | Brasilien Pinga Davi Milton Cruz Luís Henrique Dias André Luís Mauro Galvão Tonho Kita Gilmar Popoca Silvinho Gilmar Ademir Paulo Santos Ronaldo Silva Dunga Chicão Luiz Carlos Winck | Jugoslavien Mirsad Baljić Mehmed Baždarević Vlado Čapljić Borislav Cvetković Stjepan Deverić Milko Djurovski Marko Elsner Nenad Gračan Tomislav Ivković Srečko Katanec Branko Miljuš Mitar Mrkela Jovica Nikolić Ivan Pudar Ljubomir Radanović Admir Smajić Dragan Stojković                                                                                           |
| Seoul 1988 Detaljer…            | Sovjetunionen Aleksandr Borodjuk Oleksij Tjerednyk Igor Dobrovolskij Sergej Fokin Sergej Gorlukovitj Arvidas Janonis Gela Ketasjvili Dimitrij Charin Jevgenij Kuznetsov Viktor Losev Volodymyr Ljutyj Oleksij Mychajlytjenko Arminas Narbekovas Igor Ponomarjov Jurij Savitjev Igor Skljarov Vladimir Tatartjuk Jevgenij JarovenkoAleksej Prudnikov Vadym Tysjtjenko | Brasilien Ademir Aloísio Andrade Batista Bebeto Careca André Cruz Edmar Geovani João Paulo Jorginho Milton Neto Romário Cláudio Taffarel Luiz Carlos WinckRicardo Gomes Mazinho Valdo Filho Zé Carlos | Västtyskland Rudi Bommer Holger Fach Wolfgang Funkel Armin Görtz Roland Grahammer Thomas Häßler Thomas Hörster Olaf Janssen Uwe Kamps Gerhard Kleppinger Jürgen Klinsmann Frank Mill Karl-Heinz Riedle Christian Schreier Michael Schulz Ralf Sievers Fritz Walter Wolfram WuttkeOliver Reck Gunnar Sauer                                                              |
| Barcelona 1992 Detaljer…        | Spanien José Emilio Amavisca Rafael Berges Santiago Cañizares Abelardo Albert Ferrer Josep Guardiola Miguel Hernández Antonio Jiménez Sistachs Mikel Lasa Juan Manuel López Javier Manjarín Luis Enrique Kiko Narváez Alfonso Pérez Muñoz Antonio Pinilla Francisco Soler Atencia Gabriel Vidal Roberto Solozábal David Villabona Francisco Veza                     | Polen Dariusz Adamczuk Marek Bajor Jerzy Brzęczek Marek Koźmiński Dariusz Gęsior Marcin Jałocha Tomasz Łapiński Tomasz Wałdoch Aleksander Kłak Andrzej Kobylański Ryszard Staniek Wojciech Kowalczyk Andrzej Juskowiak Grzegorz Mielcarski Piotr Świerczewski Mirosław Waligóra Dariusz Koseła Arkadiusz Onyszko Dariusz Szubert Tomasz Wieszczycki                 | Ghana Joachim Yaw Acheampong Simon Addo Sammi Adjei Maxwell Konadu Mamood Amadu Isaac Asare Frank Amankwah Nii Lamptey Bernard Aryee Kwame Ayew Mohammed Gargo Mohammed Kalilu Ibrahim Dossey Samuel Kuffour Samuel Kumah Anthony Mensah Alex Nyarko Yaw Preko Shamo Quaye Oli Rahman                                                                                  |
| Atlanta 1996 Detaljer…          | Nigeria Daniel Amokachi Emmanuel Amuneke Tijani Babangida Celestine Babayaro Emmanuel Babayaro Teslim Fatusi Victor Ikpeba Dosu Joseph Nwankwo Kanu Garba Lawal Abiodun Obafemi Kingsley Obiekwu Uche Okechukwu Jay-Jay Okocha Sunday Oliseh Mobi Oparaku Wilson Oruma Taribo West                                                                                   | Argentina Matías Almeyda Roberto Ayala Christian Bassedas Carlos Bossio Pablo Cavallero José Chamot Hernán Crespo Marcelo Delgado Marcelo Gallardo Claudio López Gustavo Adrián López Hugo Morales Ariel Ortega Pablo Paz Hector Pineda Roberto Sensini Diego Simeone Javier Zanetti                                                                                | Brasilien Dida Zé María Aldair Ronaldo Flávio Conceição Roberto Carlos Bebeto Amaral Juninho Rivaldo Sávio Danrlei Narciso André Luiz Zé Elias Marcelinho Paulista Luizão Ronaldo Guiaro |
| Sydney 2000 Detaljer…           | Kamerun Samuel Eto'o Serge Mimpo Clément Beaud Aaron Nguimbat Joël Epalle Modeste M'bami Patrice Abanda Nicolas Alnoudji Daniel Bekono Serge Branco Lauren Carlos Kameni Patrick Mboma Albert Meyong Daniel Ngom Kome Geremi Patrick Suffo Pierre Womé | Spanien David Albelda Iván Amaya Miguel Ángel Angulo Daniel Aranzubía Joan Capdevila Jordi Ferrón Gabriel García Xavier Hernández Jesús María Lacruz Albert Luque Carlos Marchena Felip Ortiz Carles Puyol José María Romero Ismael Ruiz Raúl Tamudo Antonio Velamazán Unai Vergara                                                                                 | Chile Pedro Reyes Nelson Tapia Iván Zamorano Javier di Gregorio Cristián Álvarez Francisco Arrué Pablo Contreras Sebastián González David Henríquez Manuel Ibarra Claudio Maldonado Reinaldo Navia Rodrigo Núñez Rafael Olarra Patricio Ormazábal David Pizarro Rodrigo Tello Mauricio Rojas                                                                           |
| Aten 2004 Detaljer…             | Argentina Roberto Ayala Nicolás Burdisso Wilfredo Caballero Fabricio Coloccini César Delgado Andrés D'Alessandro Leandro Fernández Luciano Figueroa Cristian 'Kily' González Luis González Mariano González Gabriel Heinze Germán Lux Javier Mascherano Nicolás Medina Clemente Rodríguez Mauro Rosales Javier Saviola Carlos Tévez Tränare: Marcelo Bielsa          | Paraguay Rodrigo Romero Emilio Martínez Julio Manzur Carlos Gamarra José Devaca Celso Esquivel Pablo Giménez Édgar Barreto Fredy Bareiro Diego Figueredo Aureliano Torres Pedro Benítez Julio César Enciso Julio Valentín González Ernesto Cristaldo Osvaldo Díaz José Cardozo Diego Barreto Tränare: Carlos Jara Saguier                                           | Italien Marco Amelia Andrea Barzagli Daniele Bonera Cesare Bovo Giorgio Chiellini Daniele De Rossi Simone Del Nero Marco Donadel Matteo Ferrari Andrea Gasbarroni Alberto Gilardino Emiliano Moretti Giandomenico Mesto Angelo Palombo Ivan Pelizzoli Giampiero Pinzi Andrea Pirlo Giuseppe Sculli Tränare: Claudio Gentile                                            |
| Peking 2008 Detaljer…           | Argentina Oscar Ustari Ezequiel Garay Luciano Fabián Monzón Pablo Zabaleta Fernando Gago Federico Fazio José Ernesto Sosa Éver Banega Ezequiel Lavezzi Juan Román Riquelme Ángel Di María Nicolás Pareja Lautaro Acosta Javier Mascherano Lionel Messi Sergio Agüero Diego Buonanotte Sergio Romero Nicolás Navarro Coach: Sergio Batista                            | Nigeria Ambruse Vanzekin Chibuzor Okonkwo Onyekachi Apam Dele Adeleye Monday James Chinedu Obasi Sani Kaita Victor Nsofor Obinna Isaac Promise Solomon Okoronkwo Oluwafemi Ajilore Olubayo Adefemi Peter Odemwingie Efe Ambrose Victor Anichebe Emmanuel Ekpo Ikechukwu Ezenwa Oladapo Olufemi Coach: Samson Siasia                                                 | Brasilien Diego Alves Renan Rafinha Alex Silva Thiago Silva Marcelo Ilsinho Breno Hernanes Anderson Lucas Ronaldinho Ramires Diego Thiago Neves Alexandre Pato Rafael Sóbis Jô Coach: Dunga |
| London 2012 Detaljer...         | Mexiko José Corona Israel Jiménez Carlos Salcido Hiram Mier Dárvin Chávez Héctor Herrera Javier Cortés Marco Fabián Oribe Peralta Giovani dos Santos Javier Aquino Raúl Jiménez Diego Reyes Jorge Enríquez Néstor Vidrio Miguel Ponce Néstor Araujo José Antonio Rodríguez                                                                                           | Brasilien Gabriel Rafael Pereira da Silva Thiago Emiliano da Silva Juan Jesus Sandro Marcelo Lucas Rômulo Leandro Damião Oscar Neymar Hulk Bruno Uvini Danilo Alex Sandro Ganso Alexandre Pato Neto | Sydkorea Jung Sung-ryong Oh Jae-Seok Yun Suk-Young Kim Young-Gwon Kim Kee-Hee Ki Sung-yueng Kim Bo-Kyung Baek Sung-Dong Ji Dong-Won Park Chu-young Nam Tae-Hee Hwang Seok-Ho Koo Ja-Cheol Kim Chang-Soo Park Jong-Woo Jung Woo-Young Kim Hyun-Sung Lee Beom-Young |
| Rio de Janeiro 2016 Detaljer... | Brasilien Weverton Zeca Rodrigo Caio Marquinhos Renato Augusto Douglas Santos Luan Rafinha Gabriel Neymar Gabriel Jesus Walace William Luan Garcia Rodrigo Dourado Thiago Maia Felipe Anderson Uilson | Tyskland Timo Horn Jeremy Toljan Lukas Klostermann Matthias Ginter Niklas Süle Sven Bender Max Meyer Lars Bender Davie Selke Julian Brandt Jannik Huth Philipp Max Robert Bauer Max Christiansen Grischa Prömel Serge Gnabry Nils Petersen Eric Oelschlägel | Nigeria Daniel Akpeyi Muenfuh Sincere Kingsley Madu Shehu Abdullahi Saturday Erimuya William Troost-Ekong Aminu Umar Oghenekaro Etebo Imoh Ezekiel John Obi Mikel Junior Ajayi Popoola Saliu Umar Sadiq Azubuike Okechukwu Ndifreke Udo Stanley Amuzie Usman Mohammed Emmanuel Daniel                                                                                  |
| Tokyo 2020 Detaljer...          | Brasilien Santos Gabriel Menino Diego Carlos Ricardo Graça Douglas Luiz Guilherme Arana Paulinho Bruno Guimarães Matheus Cunha Richarlison Antony Brenno Dani Alves Bruno Fuchs Nino Abner Malcom Matheus Henrique Reinier Claudinho Gabriel Martinelli Lucão | Spanien Unai Simón Óscar Mingueza Marc Cucurella Pau Torres Jesús Vallejo Martín Zubimendi Marco Asensio Mikel Merino Rafa Mir Dani Ceballos Mikel Oyarzabal Eric García Álvaro Fernández Llorente Carlos Soler Jon Moncayola Pedri Javi Puado Óscar Gil Dani Olmo Juan Miranda Bryan Gil Iván Villar                                                               | Mexiko Luis Malagón Jorge Sánchez César Montes Jesús Angulo Johan Vásquez Vladimir Loroña Luis Romo Carlos Rodríguez Henry Martín Diego Lainez Alexis Vega Adrián Mora Guillermo Ochoa Érick Aguirre Uriel Antuna José Joaquín Esquivel Sebastián Córdova Eduardo Aguirre Ricardo Angulo Fernando Beltrán Roberto Alvarado Sebastián Jurado                            |
| Paris 2024                      | Spanien Álex Baena Pablo Barrios Adrián Bernabé Sergio Camello Pau Cubarsí Eric García Joan García Sergio Gómez Miguel Gutiérrez Alejandro Iturbe Diego López Fermín López Juan Miranda Cristhian Mosquera Samu Omorodion Aimar Oroz Jon Pacheco Marc Pubill Abel Ruiz Juanlu Sánchez Arnau Tenas Beñat Turrientes                                                   | Frankrike Maghnes Akliouche Loïc Badé Rayan Cherki Joris Chotard Andy Diouf Désiré Doué Arnaud Kalimuendo Manu Koné Alexandre Lacazette Johann Lepenant Bradley Locko Castello Lukeba Soungoutou Magassa Jean-Philippe Mateta Chrislain Matsima Enzo Millot Obed Nkambadio Michael Olise Guillaume Restes Kiliann Sildillia Adrien Truffert                         | Marocko Ilias Akhomach Eliesse Ben Seghir Benjamin Bouchouari Mehdi Boukamir Oussama El Azzouzi Bilal El Khannouss Zakaria El Ouahdi Abde Ezzalzouli Rachid Ghanimi Achraf Hakimi Yassine Kechta Haytam Manaout El Mehdi Maouhoub Munir Mohamedi Akram Nakach Soufiane Rahimi Amir Richardson Adil Tahif Oussama Targhalline                                           |

## Individuella multimedaljörer

### Damer
Tre guld
 Shannon Boxx (USA) (2004, 2008, 2012)
 Heather Mitts (USA) (2004, 2008, 2012)
 Heather O'Reilly (USA) (2004, 2008, 2012)
 Christie Rampone (USA) (2004, 2008, 2012)
Två guld
 Brandi Chastain (USA) (1996, 2004)
 Joy Fawcett (USA) (1996, 2004)
 Julie Foudy (USA) (1996, 2004)
 Mia Hamm (USA) (1996, 2004)
 Kristine Lilly (USA) (1996, 2004)
 Cindy Parlow (USA) (1996, 2004)
 Briana Scurry (USA) (1996, 2004)
 Angela Hucles (USA) (2004, 2008)
 Kate Markgraf (USA) (2004, 2008)
 Lindsay Tarpley (USA) (2004, 2008)
 Aly Wagner (USA) (2004, 2008)
 Abby Wambach (USA) (2004, 2012)
 Nicole Barnhart (USA) (2008, 2012)
 Rachel Buehler (USA) (2008, 2012)
 Lauren Cheney (USA) (2008, 2012)
 Tobin Heath (USA) (2008, 2012)
 Carli Lloyd (USA) (2008, 2012)
 Amy Rodriguez (USA) (2008, 2012)
 Hope Solo (USA) (2008, 2012)

### Herrar
Två guld
 Arthur Berry (GBR) (1908, 1912)
 Vivian Woodward (GBR) (1908, 1912)
 José Andrade (URU) (1924, 1928)
 Pedro Arispe (URU) (1924, 1928)
 Pedro Cea (URU) (1924, 1928)
 Andrés Mazali (URU) (1924, 1928)
 José Nasazzi (URU) (1924, 1928)
 Pedro Petrone (URU) (1924, 1928)
 Héctor Scarone (URU) (1924, 1928)
 Santos Urdinarán (URU) (1924, 1928)
 Dezső Novák (HUN) (1964, 1968)
 Javier Mascherano (ARG) (2004, 2008)